# Gardenia aqualla
Gardenia aqualla är en måreväxtart som beskrevs av Otto Stapf och John Hutchinson. Gardenia aqualla ingår i släktet Gardenia och familjen måreväxter. Inga underarter finns listade i Catalogue of Life.